# 光叶白头树
光叶白头树（学名：Garuga pierrei）为橄榄科嘉榄属的植物。分布在柬埔寨、泰国、越南以及中国大陆的云南等地，生长于海拔760米至1,000米的地区，常生于山谷及路边疏林中，目前尚未由人工引种栽培。